# کارل فردیناند لانگانس
 کارل فردیناند لانگانس (انگلیسی: Carl Ferdinand Langhans؛ ۱۴ ژانویهٔ ۱۷۸۲ – ۲۲ نوامبر ۱۸۶۹) یک معمار اهل پروس بود.